# بيرثرايت انبلجد
بيرث-رايت انبلجد هي مؤسسة تعليمية مخصصة لتكون رد على رحلات بيرث رايت إسرائيل. اسم بيرث-رايت انبلجد (Birthright Unplugged) هو عكس منظمة ال «بيرثرايت إسرائيل» (Birthright Israel). 

## التاريخ والتنظيم
تأسست بيرثرايد انبلجد في عام 2003 بواسطة دنيا علوان وهانا ميرميلشتاين. تشغل دنيا علوان منصب المدير الحالي للمنظمة.
في عام 2005، قدمت بيرثرايت إسرائيل شكوى ضد بيرثرايت انبلجد لانتهاك العلامات التجارية، بدعوى «المنافسة غير العادلة».

## الأنشطة
تدور مهام بيرث-رايت انبلجد حول نقد فكرة حق المواطنة المكتسب لليهود المتمثل بقانون العودة لليهود فيما تنكر إسرائيل حق العودة الفلسطيني.
سعت بيرثرايد انبلجد إلى تعريض معظم سكان أمريكا الشمالية للجانب الفلسطيني من الصراع الإسرائيلي الفلسطيني من خلال السفر والمحادثات مع مجموعة من الناشطين الفلسطينيين. في ستة أيام، زاروا المدن والقرى الفلسطينية ومخيمات اللاجئين في الضفة الغربية وقضوا بعض الوقت مع اللاجئين الفلسطينيين الذين يعيشون داخل فلسطين المحتلة.
أدارت المنظمة برنامجًا ثانيًا بعنوان بيرثرايد ريبلجد "Birthright Re-Plugged"، والذي أخذ الأطفال الفلسطينيين الذين يعيشون في مخيمات اللاجئين الفلسطينيين في رحلات ميدانية في فلسطين المحتلة لرؤية القرى التي تركتها عائلاتهم في الهجرة الفلسطينية عام 1948. في غضون يومين زاروا القدس والبحر الأبيض المتوسط وقرى أجدادهم.